# Lijst van Britse spoorwegmaatschappijen
Hieronder ziet u een lijst van Britse spoorwegmaatschappijen.

## Infrastructuurbeheerder
Network Rail (voorganger: Railtrack)

## Actieve spoorwegmaatschappijen (2005)

### Alfabetische volgorde
reizigersvervoer op basis van Britse spoorconcessies ('franchises')
- Arriva Trains Wales (Welsh: Trenau Arriva Cymru)
- c2c Rail Ltd
- London Midland (voormalig: Central Trains en Silverlink)
- Chiltern Railways
- East Midlands Trains (voormalig: Midland Mainline)
- First Capital Connect
- First Great Western
- First ScotRail
- Gatwick Express
- National Express East Coast (voormalig: Great North Eastern Railway (GNER)

- Merseyrail
- Northern Rail
- National Express East Anglia (voormalig: one Railway)
- Southern
- Southeastern
- South West Trains (voormalig: South West Trains en Island Lines)
- TransPennine Express
- Virgin Trains CrossCountry
- Virgin Trains West Coast

open-accessreizigersvervoer en reizigersvervoer dat om andere redenen buiten het concessiesysteem valt
- Eurostar
- Grand Central Trains (open access; vanaf december 2006)
- Hull Trains (open access)
- Heathrow Express (valt onder de verantwoordelijkheid van de British Airports Authority)
- Translink (Noord-Ierland)

goederenvervoer (open access)
- DB Schenker Rail (UK) Ltd (EWS)
- Freightliner
- Direct Rail Services (DRS)
- GB Railfreight

### Naar eigenaar
reizigersvervoer
- Arriva
  - Arriva Trains Wales
- BAA (British Airports Authority)
  - Heathrow Express
- First Group
  - First Capital Connect
  - First Great Western
  - First ScotRail
  - Hull Trains
- First Group - Keolis
  - TransPennine Express
- GoVia (65% Go-Ahead Group, 35% Keolis)
  - Southern
  - Southeastern
- M40 Trains (100% John Laing plc)
  - Chiltern Railways
- National Express Group
  - c2c
  - Central Trains
  - Gatwick Express
  - Midland Mainline
  - National Express East Anglia
  - Silverlink
  - Wessex Trains
- Serco-NedRailways
  - Merseyrail
  - Northern Rail

- Sea Containers
  - Great North Eastern Railway (GNER)
- Stagecoach Group
  - Island Line
  - South West Trains
- Virgin Trains (51% Virgin Group, 49% Stagecoach Group)
  - Virgin Trains CrossCountry
  - Virgin Trains West Coast
- Onafhankelijk
  - Eurostar
  - Grand Central Trains
- Staatseigendom
  - Translink (Noord-Ierland)

goederenvervoer
- British Nuclear Fuels Ltd
  - Direct Rail Services (DRS)
- Canadian National Railway
  - English, Welsh and Scottish Railway (EWS)
- First Group
  - GB Railfreight (GBRf)
- Onafhankelijk
  - Freightliner

## Opgeheven spoorwegmaatschappijen (sinds 01-01-1948)
| Naam                                        | Begin      | Einde      | Vervangen door                                                             |
| ------------------------------------------- | ---------- | ---------- | -------------------------------------------------------------------------- |
| Great Western Railway (GWR)                 | 31-08-1835 | 31-12-1947 | British Railways                                                           |
| London and North Eastern Railway (LNER)     | 01-01-1923 | 31-12-1947 | British Railways                                                           |
| London, Midland and Scottish Railway (LMS)  | 01-01-1923 | 31-12-1947 | British Railways                                                           |
| Southern Railway (SR)                       | 01-01-1923 | 31-12-1947 | British Railways                                                           |
| British Railways / British Rail (BR)        | 01-01-1948 | 1994-1997  | meerdere spoorwegmaatschappijen (zie onder)                                |
| Merseyside Transport (Merseyrail Electrics) | ?          | 1998       | Arriva Trains Merseyside                                                   |
| Connex South Central                        | 29-09-1996 | 26-08-2001 | South Central                                                              |
| Wales and West                              | 13-10-1996 | 14-10-2001 | gesplitst in de concessies 'Wales and Borders' en 'Wessex' (Wessex Trains) |
| Cardiff Railway Company (Valley Lines)      | 28-05-1995 | 14-10-2001 | opgegaan in 'Wales and Borders'                                            |
| Arriva Trains Merseyside                    | 1998       | 12-08-2003 | Merseyrail                                                                 |
| Connex South Eastern                        | 23-07-1995 | 09-11-2003 | South Eastern Trains                                                       |
| Wales and Borders                           | 14-10-2001 | 07-12-2003 | Arriva Trains Wales                                                        |
| Anglia Railways                             | 05-01-1997 | 01-04-2004 | National Express East Anglia (voormalig One Railway)                       |
| Great Eastern Railway                       | 12-11-1995 | 01-04-2004 | National Express East Anglia (voormalig One Railway)                       |
| Thames Trains                               | 10-12-1995 | 01-04-2004 | First Great Western Link                                                   |
| ScotRail Railways                           | 10-12-1995 | 17-10-2004 | First ScotRail                                                             |
| Arriva Trains Northern                      | 10-12-1995 | 12-10-2004 | Northern Rail                                                              |
| First North Western                         | 12-11-1995 | 12-10-2004 | Northern Rail                                                              |
| Thameslink                                  | 02-03-1997 | 01-04-2006 | First Capital Connect                                                      |
| Wagn                                        | 01-04-2004 | 01-04-2006 | First Capital Connect                                                      |
| Wessex Trains                               | 14-10-2001 | 01-04-2006 | First Great Western (First Great Western Local)                            |
| First Great Western Link                    | 01-04-2004 | 01-04-2006 | First Great Western (First Great Western Link)                             |
| First Great Western                         | 04-02-1996 | 01-04-2006 | First Great Western (First Great Western Express)                          |
| South Eastern Trains                        | 09-11-2003 | 01-04-2006 | Southeastern                                                               |